# Patriarhul Irineu
Patriarhul Irineu (nume la naștere Miroslav Gavrilović; n. 28 august 1930, Vidova⁠(d), Moravički upravni okrug, Serbia – d. 20 noiembrie 2020, Belgrad, Serbia) a fost un preot ortodox sârb și cel de-al 45-lea patriarh al Bisericii Ortodoxe Sârbe în perioada 23 ianuarie 2010 - 20 noiembrie 2020. De asemenea, el a mai deținut și titlurile de arhiepiscop de Peć și mitropolit de Belgrad și Carloviț.

## Biografie
Miroslav Gavrilović s-a născut în data de 28 august 1930, în satul Vidova, din municipalitatea Čačak, Regatul Iugoslaviei (astăzi în Serbia ). După ce a terminat liceul, s-a înscris la seminarul teologic din Prizren. A urmat apoi cursurile Facultății de Teologie din Belgrad. După absolvire, și-a îndeplinit stagiul militar, după care a fost tuns în monahism în anul 1959, la mănăstirea Racovița, primind numele de Irineu (Irinej în limba sârbă). A fost profesor la Seminarul din Prizren și a urmat parcursul de studii avansate în Atena. În anul 1969, a fost numit director al școlii monahale de la mănăstirea Ostrog. S-a întors ulterior la Prizren unde a fost numit rector al Seminarului teologic din Prizren. 
În mai 1974, Irineu a fost ales episcop vicar de Moravița și hirotonit episcop de patriarhul Gherman. În mai 1975, a fost ales episcop de Niș și întronizat în Catedrala „Sfânta Treime” din Niș pe 15 iunie 1975. A rămas la cârma eparhiei de Niș până în anul 2010.
În data de 22 ianuarie 2010, a fost ales patriarh al Bisericii Ortodoxe Sârbe, după moartea patriarhului Pavle. A fost unul dintre cei trei candidați cu cele mai multe voturi dintre cei 45 de episcopi eligibili ai Bisericii Ortodoxe Sârbe, împreună cu fostul locum tenens, Amfilohie al Muntenegrului și Irineu (Bulović) de Bačka. A fost întronizat pe 23 ianuarie 2010 în Catedrala „Sf. Mihail” din Belgrad.
Noul patriarh Irineu era considerat, atât în țară cât și peste hotare, ca un tradiționalist moderat, deschis dialogului interreligios.
A decedat în data de 20 noiembrie 2020, la vârsta de 90 de ani, la Belgrad, în urma infecției cu COVID-19.